# ناحیه هاینز، میشیگان
ناحیه هاینز (به انگلیسی: Haynes Township) یک منطقهٔ مسکونی در ایالات متحده آمریکا است که در شهرستان آلکونا، میشیگان واقع شده‌است.
 ناحیه هاینز  ۷۲۲ نفر جمعیت دارد و ۲۴۰ متر بالاتر از سطح دریا واقع شده‌است.